# Các vùng sinh thái lâm nghiệp Việt Nam
Từ góc độ sinh thái lâm nghiệp, Việt Nam được chia thành chín vùng.
Vùng Tây Bắc: gồm 4 tỉnh Lai Châu, Điện Biên, Sơn La, Hoà Bình.
Vùng Trung tâm: gồm 6 tỉnh Lào Cai, Yên Bái, Hà Giang, Tuyên Quang, Phú Thọ, Vĩnh Phúc.
Vùng Đông Bắc: gồm 6 tỉnh Cao Bằng, Lạng Sơn, Bắc Kạn, Thái Nguyên, Quảng Ninh, Bắc Giang.
Vùng đồng bằng sông Hồng: gồm 10 tỉnh Hải Phòng, Hải Dương, Bắc Ninh, Hưng Yên, Hà Nội, Hà Tây, Thái Bình, Nam Định, Hà Nam, Ninh Bình.
Vùng Bắc Trung bộ: gồm 6 tỉnh Thanh Hoá, Nghệ An, Hà Tĩnh, Quảng Bình, Quảng Trị, Thừa Thiên Huế.
Vùng Nam Trung bộ: gồm 7 tỉnh Quảng Nam, Quảng Ngãi, Bình Định, Phú Yên, Khánh Hoà, Ninh Thuận, Bình Thuận.
Vùng Tây Nguyên: gồm 5 tỉnh Lâm Đồng, Đắk Nông, Đắc Lắc, Gia Lai, Kon Tum.
Vùng Đông Nam bộ: gồm 6 tỉnh Bà Rịa – Vũng Tàu, Đồng Nai, Bình Dương, Bình Phước, Tây Ninh, Thành phố Hồ Chí Minh.
Vùng Tây Nam bộ: gồm 13 tỉnh Long An, Bến Tre, Đồng Tháp, Sóc Trăng, Vĩnh Long, Cần Thơ, Hậu Giang, Tiền Giang, Bạc Liêu, Cà Mau, Kiên Giang, An Giang, Trà Vinh.